# Dryopteris kinkiensis
Dryopteris kinkiensis är en träjonväxtart som beskrevs av Gen'ichi Koidzumi. Dryopteris kinkiensis ingår i släktet Dryopteris och familjen Dryopteridaceae. Inga underarter finns listade.